# Porosz G 8.1

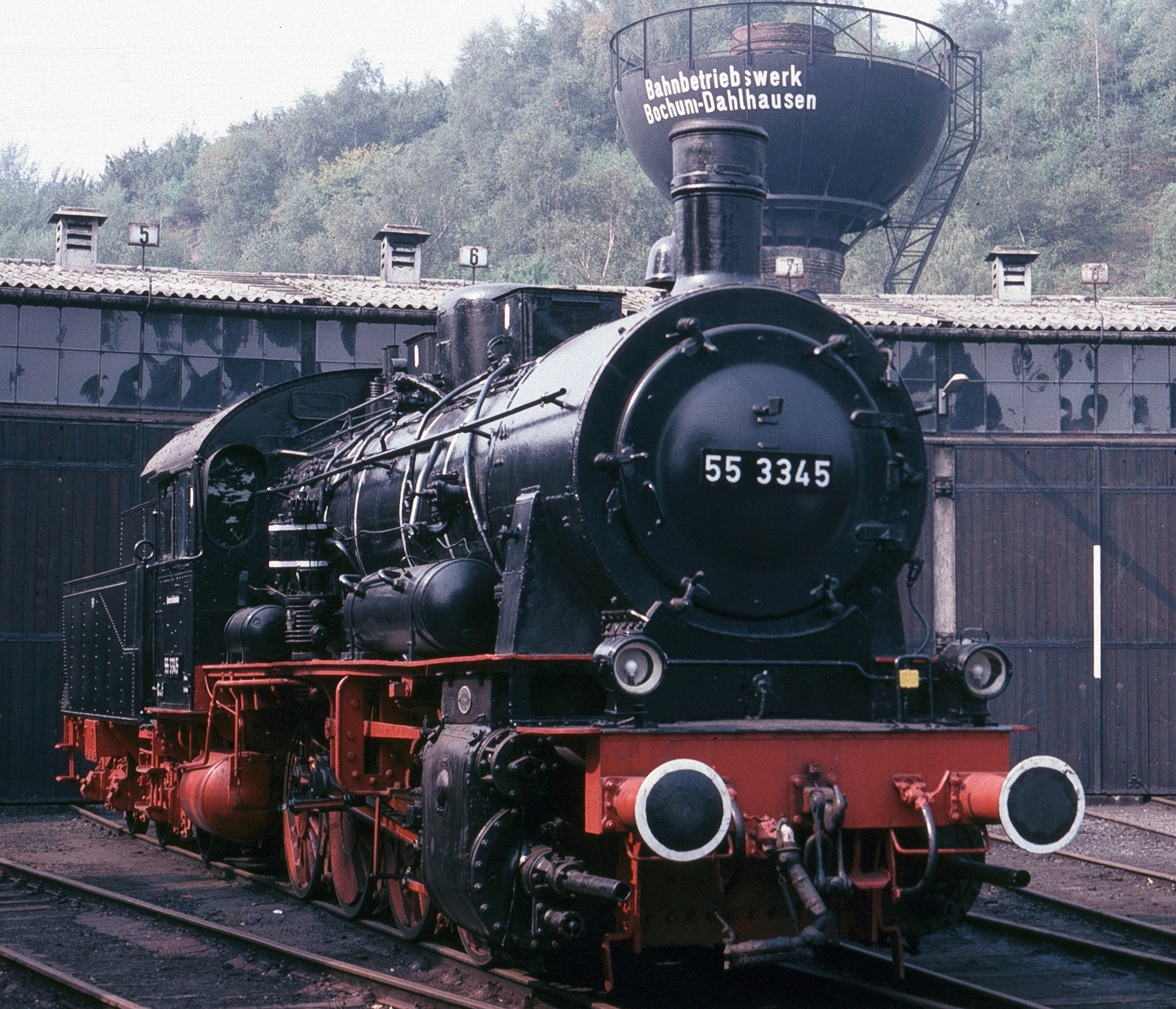
A DB 55 3345 a Bochum Dahlhausen-i Vasútmúzeumban

A porosz G 8.1 sorozat  egy erősebb és nehezebb továbbfejlesztett változata volt a porosz G 8 gőzmozdony sorozatnak.
Robert Garbe konstruktőr tervei alapján 1913 és 1921 között épültek a Porosz államvasutak számára. A mozdony mind darabszámában, mind erejében a német síkvidéki mozdonyok között az első volt. A kazán nagyobb volt, mint a G 8-é és a mozdony azzal a szándékkal készült, hogy tapadósúlya minél nagyobb legyen és a vonatot így homokolás nélkül is el tudja indítani. Ám a nagyobb tengelynyomás miatt csak fővonalakon volt használható. Alkalmazása így a fővonali teherforgalomra, később pedig a tolatószolgálatra korlátozódott. A mozdonyok pr 3 T 16,5, pr 3 T 20 és pr 2'2' T 21,5 szerkocsikkal üzemeltek.
A MÁV-hoz a ČSD-től került két példány a második világháború után  410.501-502 pályaszámon. A MÁV-on kívül még számos országba kerül a mozdonyokból, így Lengyelországba, Litvániába, Belgiumba, Franciaországba, NDK-ba stb.
A II. világháborút után még több mint 1000 mozdony volt szolgálatban a típusból. 1968-ban 150 db volt a DR állományában és még a DB is 50 db-ot számozott át 055 sorozatúnak. Az utolsó G 8.1 mozdonyt 1972. december 21-én selejtezte.
A sorozatból megőrizték az 55.3354 pályaszámú (ex Cassel 5159), 1915-ben a Henschel által gyártott mozdonyt amely ma a  Bochum-Dahlhausen-i Vasúti Múzeumban látható továbbá az 55 3528 pályaszámút (ex Münster 5256, Hanomag 1915, Fabriknr. 7587)  Speyerben.

## Fordítás
- Ez a szócikk részben vagy egészben  a   Preußische G 8.1 című német Wikipédia-szócikk fordításán alapul.  Az eredeti cikk szerkesztőit annak laptörténete sorolja fel. Ez a jelzés csupán a megfogalmazás eredetét és a szerzői jogokat jelzi, nem szolgál a cikkben szereplő információk forrásmegjelöléseként.